# Rhododendron augustinii
Rhododendron augustinii là một loài thực vật có hoa trong họ Thạch nam. Loài này được Hemsl. miêu tả khoa học đầu tiên năm 1889.

## Hình ảnh

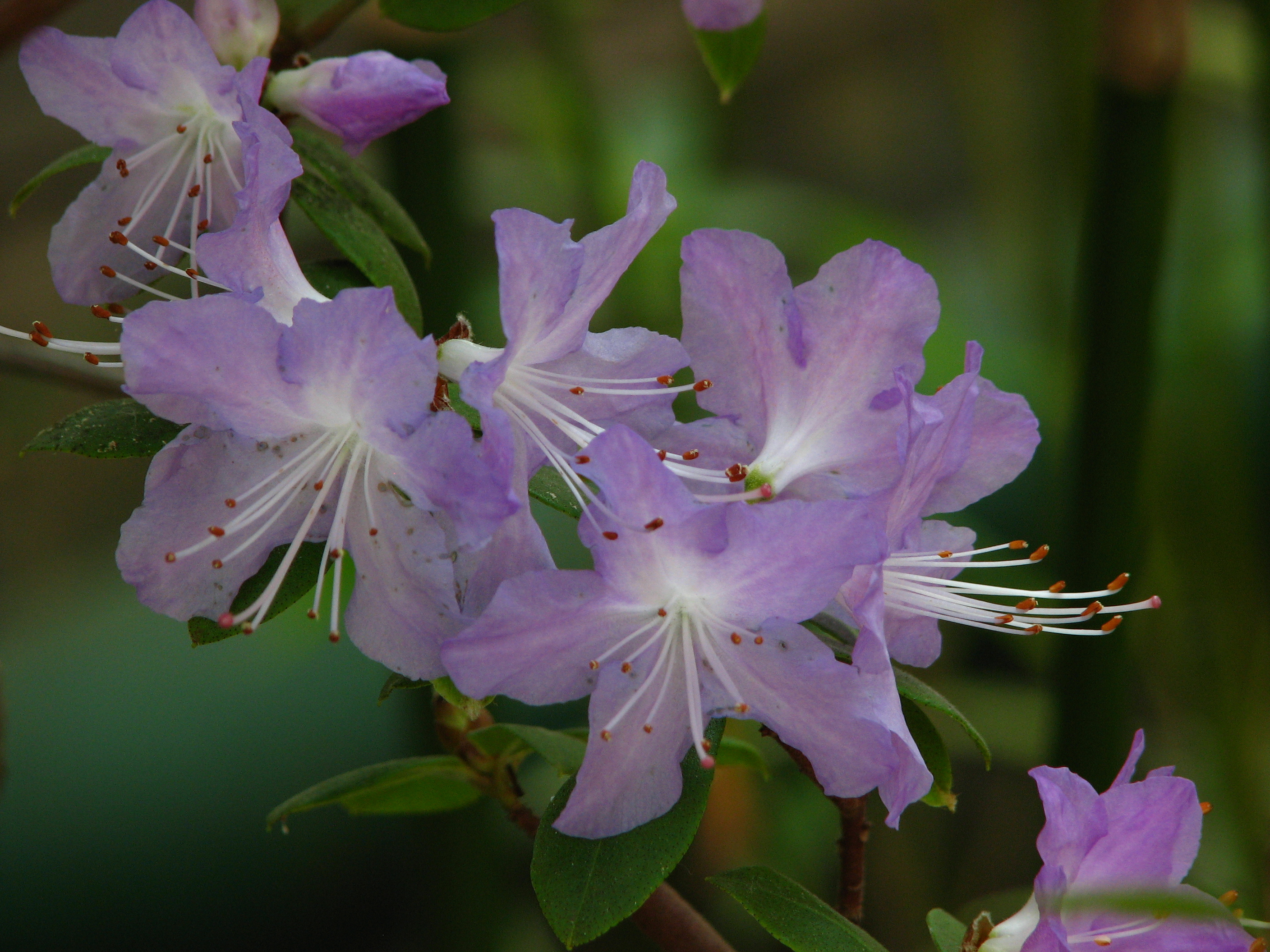
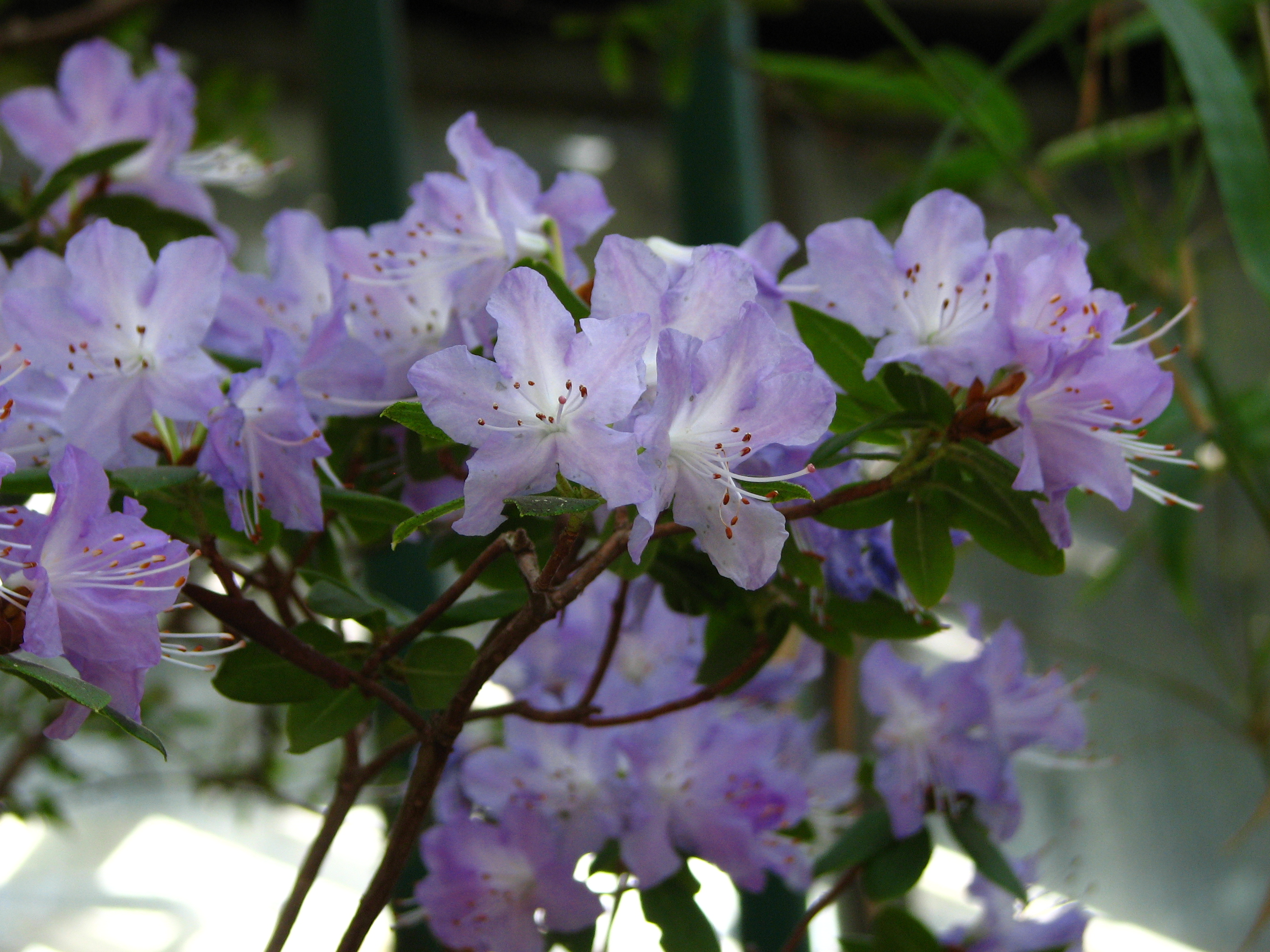
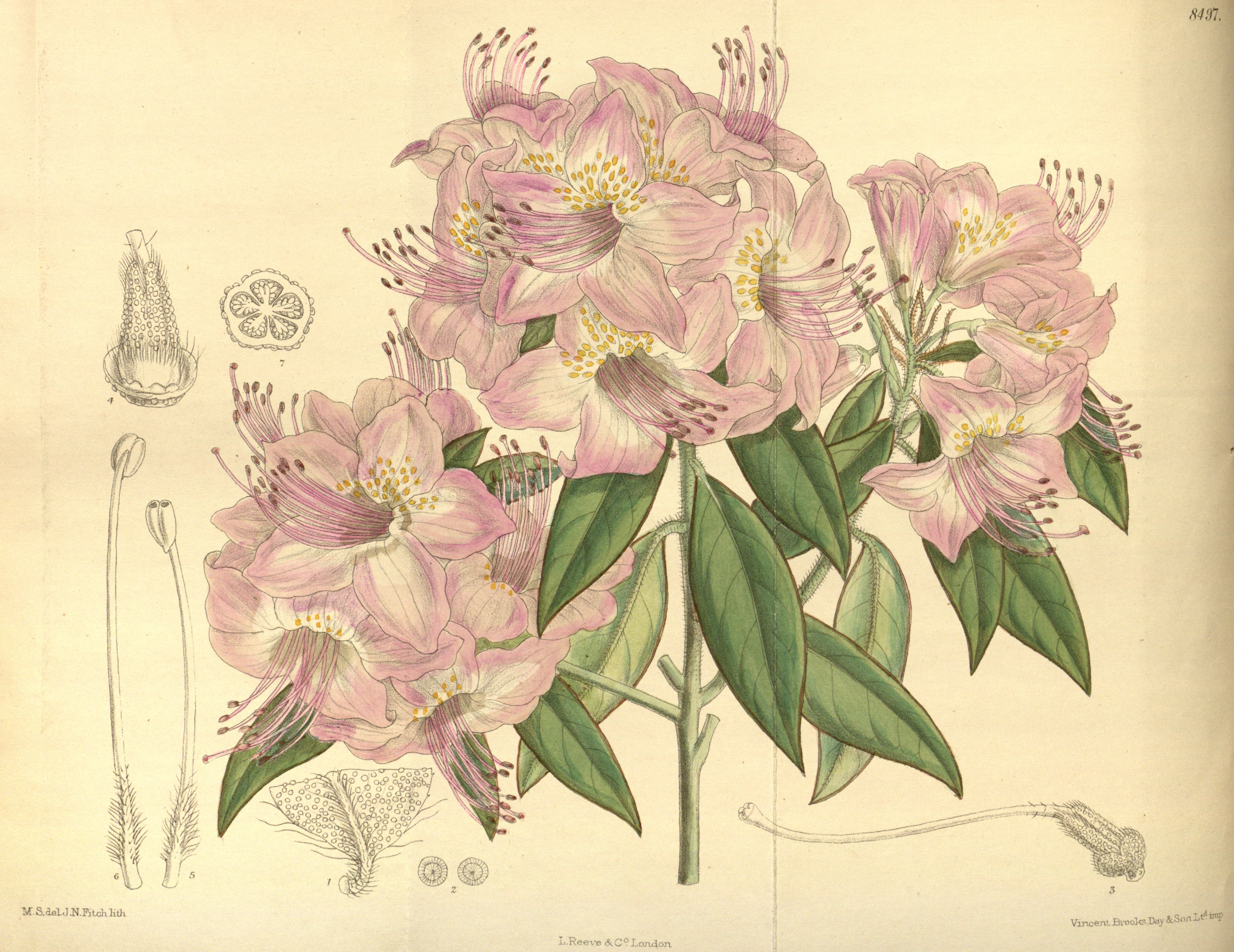
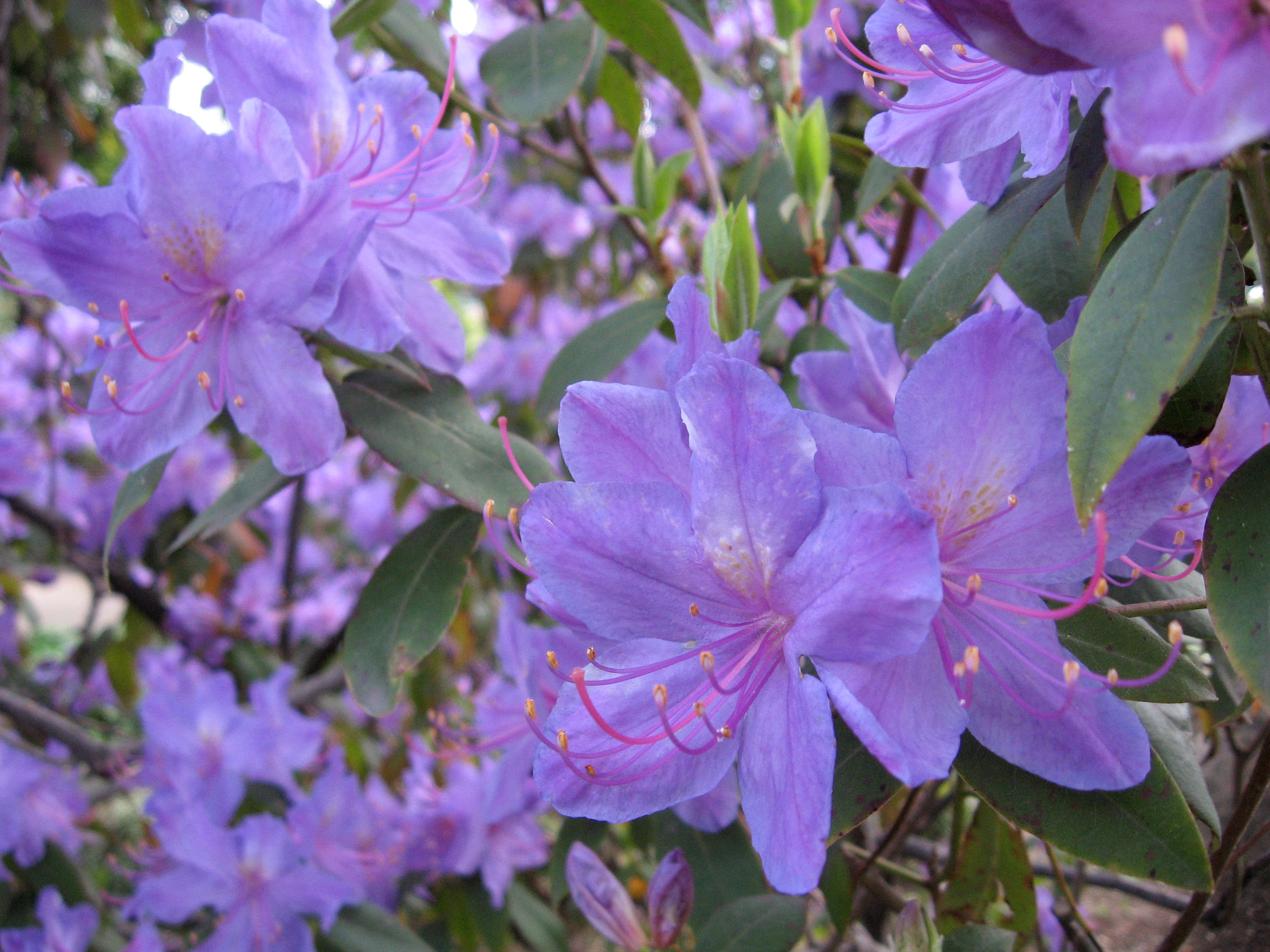